# Dobrunska Rijeka
Dobrunska Rijeka (în sârbă Добрунска Ријека) este un sat din comuna Višegrad, Republica Srpska, Bosnia și Herțegovina. În anul 2013 avea o populație de 41 de locuitori.

## Istorie
În noaptea de 12 spre 13 martie 1946 a fost arestat aici, prin eforturile serviciilor speciale iugoslave, generalul sârb Draža Mihailović, comandantul trupelor de cetnici iugoslavi.

## Cultură
Pe teritoriul satului se află schitul Dobrunska Rijeka a Bisericii Ortodoxe Sârbe, cu hramul Sf. Nicolae. Acest schit este un metoh al Mănăstirii Dobrun.

## Demografie
|           | 1971         | 1981         | 1991        | 2013        |
| Populație | 131 (100,0%) | 103 (100,0%) | 75 (100,0%) | 41 (100,0%) |
| Sârbi     | 125 (95,42%) | 90 (87,38%)  | 74 (98,67%) | 41 (100%)   |
| Iugoslavi | -            | 12 (11,65%)  | -           | -           |
| Croați    | -            | -            | 1 (1,333%)  | -           |
| Alți      | 6 (4,580%)   | 1 (0,971%)   | -           | -           |